# Quint Arri el jove
Quint Arri el jove, en llatí Quintus Arrius, fou fill del pretor Quint Arri. Es va presentar infructuosament a les eleccions de cònsol l'any 59 aC. Fou amic de Ciceró, que després el va criticar durant el seu exili.